# 乔治·埃布尔
乔治·埃布尔（英語：George Abel，1916年2月23日—1996年4月16日），加拿大男子冰球运动员，场上位置是前锋。他曾代表加拿大参加1952年冬季奥林匹克运动会冰球比赛，获得一枚金牌。